# AHL 1971/72
Die Saison 1971/72 war die 36. reguläre Saison der American Hockey League (AHL). Während der regulären Saison bestritten die elf Teams der Liga jeweils 76 Spiele. Die acht besten Mannschaften der AHL spielten anschließend in einer Play-off-Runde um den Calder Cup.

## Teamänderungen
Folgende Änderungen wurden vor Beginn der Saison vorgenommen:
- Die Boston Braves wurden als Expansionsteam in die Liga aufgenommen
- Die Cincinnati Swords wurden als Expansionsteam in die Liga aufgenommen
- Die Tidewater Wings wurden als Expansionsteam in die Liga aufgenommen
- Die As de Québec wurden nach Richmond, Virginia, umgesiedelt und spielten fortan unter dem Namen Richmond Robins
- Die Voyageurs de Montréal wurden nach Halifax, Nova Scotia, umgesiedelt und spielten fortan unter dem Namen Nova Scotia Voyageurs

## Reguläre Saison

### Abschlusstabellen
Abkürzungen: GP = Spiele, W = Siege, L = Niederlagen, T = Unentschieden, OTL = Niederlage nach Overtime, GF = Erzielte Tore, GA = Gegentore, Pts = Punkte

Erläuterungen: In Klammern befindet sich die Platzierung innerhalb der Conference;       = Playoff-Qualifikation ,       = Division-Sieger,       = Conference-Sieger

#### Reguläre Saison
| East Division         | GP | W  | L  | T  | GF  | GA  | Pts |
| --------------------- | -- | -- | -- | -- | --- | --- | --- |
| Boston Braves         | 76 | 41 | 21 | 14 | 260 | 191 | 96  |
| Nova Scotia Voyageurs | 76 | 41 | 21 | 14 | 274 | 202 | 96  |
| Springfield Kings     | 76 | 31 | 30 | 15 | 273 | 266 | 77  |
| Providence Reds       | 76 | 28 | 37 | 11 | 250 | 274 | 67  |
| Rochester Americans   | 76 | 28 | 38 | 10 | 242 | 311 | 66  |

| West Division      | GP | W  | L  | T  | GF  | GA  | Pts |
| ------------------ | -- | -- | -- | -- | --- | --- | --- |
| Baltimore Clippers | 76 | 34 | 31 | 11 | 266 | 253 | 79  |
| Hershey Bears      | 76 | 33 | 30 | 13 | 238 | 212 | 79  |
| Cincinnati Swords  | 76 | 30 | 28 | 18 | 252 | 258 | 78  |
| Cleveland Barons   | 76 | 32 | 34 | 10 | 269 | 263 | 74  |
| Richmond Robins    | 76 | 29 | 34 | 13 | 237 | 218 | 71  |
| Tidewater Wings    | 76 | 22 | 45 | 9  | 197 | 275 | 53  |

### Beste Scorer
Abkürzungen: GP = Spiele, G = Tore, A = Assists, Pts = Punkte, +/- = Plus/Minus, PIM = Strafminuten; Fett: Saisonbestwert
| Spieler          | Team                  | GP | G  | A  | Pts | PIM |
| ---------------- | --------------------- | -- | -- | -- | --- | --- |
| Don Blackburn    | Providence Reds       | 76 | 34 | 65 | 99  | 12  |
| Buster Harvey    | Cleveland Barons      | 73 | 41 | 54 | 95  | 72  |
| Terry Caffery    | Cleveland Barons      | 65 | 29 | 59 | 88  | 18  |
| Gord Labossiere  | Cleveland Barons      | 66 | 40 | 45 | 85  | 71  |
| Ed Hoekstra      | Springfield Kings     | 74 | 16 | 69 | 85  | 32  |
| Pete Laframboise | Baltimore Clippers    | 72 | 37 | 44 | 81  | 95  |
| Wayne Rivers     | Springfield Kings     | 68 | 48 | 33 | 81  | 67  |
| Germain Gagnon   | Nova Scotia Voyageurs | 70 | 25 | 56 | 81  | 34  |
| Joe Szura        | Baltimore Clippers    | 72 | 38 | 38 | 76  | 20  |
| Doug Roberts     | Boston Braves         | 74 | 35 | 40 | 75  | 107 |

## Calder-Cup-Playoffs

### Modus
Für die Play-offs qualifizierten sich die acht besten Mannschaften der American Hockey League. In den ersten zwei Play-off-Runden wurden die Sieger der jeweiligen Divisions ausgespielt, wobei zunächst der Zweite gegen den Dritten spielte und anschließend der Sieger aus diesem Duell in Runde zwei gegen den Erstplatzierten der regulären Saison. In Runde drei trafen die beiden Division-Sieger im Finale aufeinander. Die ersten beiden Play-off-Runden sowie das Finale wurden im Modus Best-of-Seven ausgespielt.

### Play-off-Übersicht
| Division Semifinals | Division Semifinals | Division Semifinals   |    |                       | Division Finals | Division Finals | Division Finals |  |  | Calder-Cup-Final | Calder-Cup-Final | Calder-Cup-Final |
|                     |                     |                       |    |                       |                 |                 |                 |  |  |                  |                  |                  |
| E1                  | Boston Braves       | 4                     |    |                       |                 |                 |                 |  |  |                  |                  |                  |
| E4                  | Providence Reds     | 1                     |    |                       |                 |                 |                 |  |  |                  |                  |                  |
| E4                  | Providence Reds     | 1                     | E1 | Boston Braves         | 0               |                 |                 |  |  |                  |                  |                  |
| Eastern Division    |                     |                       | E1 | Boston Braves         | 0               |                 |                 |  |  |                  |                  |                  |
|                     | E2                  | Nova Scotia Voyageurs | 4  |                       |                 |                 |                 |  |  |                  |                  |                  |
| E2                  | E2                  | Nova Scotia Voyageurs | 4  | Nova Scotia Voyageurs | 4               |                 |                 |  |  |                  |                  |                  |
| E2                  |                     |                       |    | Nova Scotia Voyageurs | 4               |                 |                 |  |  |                  |                  |                  |
| E3                  | Springfield Indians | 1                     |    |                       |                 |                 |                 |  |  |                  |                  |                  |
| E3                  | Springfield Indians | 1                     | E2 | Nova Scotia Voyageurs | 4               |                 |                 |  |  |                  |                  |                  |
|                     |                     |                       |    | Nova Scotia Voyageurs | 4               |                 |                 |  |  |                  |                  |                  |
|                     | W1                  | Baltimore Clippers    | 2  |                       |                 |                 |                 |  |  |                  |                  |                  |
| W1                  | W1                  | Baltimore Clippers    | 2  | Baltimore Clippers    | 4               |                 |                 |  |  |                  |                  |                  |
| W1                  |                     |                       |    | Baltimore Clippers    | 4               |                 |                 |  |  |                  |                  |                  |
| W4                  | Cleveland Barons    | 2                     |    |                       |                 |                 |                 |  |  |                  |                  |                  |
| W4                  | Cleveland Barons    | 2                     | W1 | Baltimore Clippers    | 4               |                 |                 |  |  |                  |                  |                  |
| Western Division    |                     |                       | W1 | Baltimore Clippers    | 4               |                 |                 |  |  |                  |                  |                  |
|                     | W3                  | Cincinnati Swords     | 2  |                       |                 |                 |                 |  |  |                  |                  |                  |
| W2                  | W3                  | Cincinnati Swords     | 2  | Hershey Bears         | 0               |                 |                 |  |  |                  |                  |                  |
| W2                  |                     |                       |    | Hershey Bears         | 0               |                 |                 |  |  |                  |                  |                  |
| W3                  | Cincinnati Swords   | 4                     |    |                       |                 |                 |                 |  |  |                  |                  |                  |

### Calder-Cup-Sieger
| Calder-Cup-Sieger Nova Scotia Voyageurs | Torhüter: Michel Plasse, Wayne Thomas Verteidiger: Murray Anderson, Kerry Ketter, Bob Murray, Noel Price, Larry Robinson Angreifer: Chuck Arnason, Ron Busniuk, Rey Comeau, Tony Featherstone, Germain Gagnon, Joe Hardy, Yvon Lambert, Michael Laughton, Chuck Lefley, Lynn Powis, Randy Rota, Murray Wilson Cheftrainer: Al MacNeil General Manager: Al MacNeil |

## Vergebene Trophäen

### Mannschaftstrophäen
| Auszeichnung                                                            | Team                  |
| ----------------------------------------------------------------------- | --------------------- |
| Calder Cup Gewinner der AHL-Playoffs                                    | Nova Scotia Voyageurs |
| F. G. „Teddy“ Oke Trophy Bestes Team der East Division, Reguläre Saison | Boston Braves         |
| John D. Chick Trophy Bestes Team der West Division, Reguläre Saison     | Baltimore Clippers    |

### Individuelle Trophäen
| Auszeichnung                                                                  | Spieler       | Team                  |
| ----------------------------------------------------------------------------- | ------------- | --------------------- |
| Les Cunningham Award MVP der regulären Saison                                 | Garry Peters  | Boston Braves         |
| John B. Sollenberger Trophy Bester Scorer                                     | Don Blackburn | Providence Reds       |
| Dudley „Red“ Garrett Memorial Award Bester Rookie                             | Terry Caffery | Cleveland Barons      |
| Eddie Shore Award Bester Verteidiger                                          | Noel Price    | Nova Scotia Voyageurs |
| Eddie Shore Award Bester Verteidiger                                          | Noel Price    | Springfield Kings     |
| Harry „Hap“ Holmes Memorial Award Torhüter mit dem geringsten Gegentorschnitt | Ross Brooks   | Boston Braves         |
| Harry „Hap“ Holmes Memorial Award Torhüter mit dem geringsten Gegentorschnitt | Dan Bouchard  | Boston Braves         |
| Louis A. R. Pieri Memorial Award Bester Trainer                               | Al MacNeil    | Nova Scotia Voyageurs |